# Andreea Grigore
Andreea Grigore (Bucarest, 11 aprile 1991) è una ginnasta romena, vincitrice della medaglia di bronzo nel concorso a squadre femminile alle Olimpiadi di Pechino.

## Palmarès
- Giochi olimpici estivi

Pechino 2008: bronzo nel concorso a squadre.
- Campionati mondiali di ginnastica artistica

2007 - Stoccarda: bronzo nel concorso a squadre.